# ヒドロゲナーゼ (受容体)
ヒドロゲナーゼ (受容体)（hydrogenase (acceptor)）は、トリニトロトルエン分解酵素の一つで、次の化学反応を触媒する酸化還元酵素である。
H2 + A {\displaystyle \rightleftharpoons } AH2
反応式の通り、この酵素の基質はH2とA（受容体）、生成物はAH2である。
組織名はhydrogen:acceptor oxidoreductaseで、別名にH2 producing hydrogenase[ambiguous]、hydrogen-lyase[ambiguous]、hydrogenlyase[ambiguous]、uptake hydrogenase[ambiguous]、hydrogen:(acceptor) oxidoreductaseがある。